# Duell mit dem Tod
Duel cu moartea (în germană Duell mit dem Tod) este un film dramatic de război austriac din 1949, regizat de Paul May și cu Rolf von Nauckhoff, Annelies Reinhold și Fritz Hinz-Fabricius în rolurile principale. Filmul prezintă rezistența austriacă față de Germania nazistă în timpul celui de-Al Doilea Război Mondial.
Decorurile filmului au fost proiectate de Otto Pischinger.
A avut premiera la Festivalul de Film de la Locarno în iulie 1949, înainte de o lansare generală în Austria în decembrie.

## Rezumat
Un profesor este adus în fața unui tribunal militar aliat pentru a da explicații asupra unor dovezi aparent incriminatoare împotriva lui. Acest lucru îi oferă șansa să povestească ce s-a întâmplat cu adevărat în anii războiului.

## Distribuție
- Rolf von Nauckhoff - Dr. Ernst Romberg
- Annelies Reinhold - Maria Romberg
- Fritz Hinz-Fabricius - Pfarrer Menhardt
- Hans Dreßler - avocat al apărării Dr. Hallmann
- Louis V. Arco - Gerichtsvorsitzender
- Ernst Waldbrunn - Geisler
- Martin King ca Ziegler
- Manfred Schuster - Beierle
- Hannes Schiel - Rainer, Standartenführer der SS
- Josef Krastel - Kaindl
- Emmerich Schrenk - Dietz, Sturmführer der SS
- Otto Schmöle - Präsident des deutschen Feldkriegsgerichts
- Ulrich Bettac
- Erich Dörner
- Heinz Moog